# Théorème de Cauchy (géométrie)
Pour les articles homonymes, voir Théorème de Cauchy.
En géométrie, le théorème de Cauchy, ou théorème de rigidité de Cauchy, affirme que tout polyèdre convexe est rigide. Autrement dit, si les faces de deux polyèdres convexes sont deux à deux isométriques, ces polyèdres sont isométriques. Un patron de polyèdre convexe détermine le polyèdre initial de façon unique.
Ce résultat est fondamental pour la théorie de la rigidité : une conséquence en est qu'un modèle physique d'un polyèdre convexe obtenu en reliant des faces rigides par des charnières flexibles est indéformable.
Ce théorème est nommé en l'honneur d'Augustin Louis Cauchy, qui en a publié une démonstration en 1813, après des travaux de Joseph-Louis Lagrange et Adrien-Marie Legendre.

## Énoncé
Soit P et Q deux polyèdres convexes combinatoirement équivalents, c'est-à-dire dont les réseaux des faces sont isomorphes, et tels que deux faces correspondantes de P et Q soient identiques à un déplacement près. Alors P et Q sont eux-mêmes identiques à un déplacement près.

## Historique
Le résultat est sous-entendu par Euclide dans ses Éléments, deux solides y étant définis comme égaux si leurs faces sont égales. L'énoncé donné plus haut fut démontré par Augustin Cauchy en 1813, en s'appuyant sur des travaux antérieurs de Joseph-Louis Lagrange. Une erreur technique dans cette démonstration fut trouvée par Ernst Steinitz vers 1920, et corrigée par lui en 1928 et par Alexandrov en 1950. Une version plus moderne de cette démonstration, se prêtant mieux à des généralisations, fut donnée par James J. Stoker en 1968.

## Généralisations
- Le résultat (trivialement faux pour les polygones ayant plus de trois côtés) ne se généralise pas non plus à des polyèdres non-convexes : il existe des polyèdres (non convexes) flexibles. En particulier, la  sphère de Connelly, un polyèdre flexible homéomorphe à une sphère, fut découverte par Robert Connelly (en) en 1977.
- Le théorème fut étendu aux polytopes convexes de dimension > 3 par Alexandrov en 1950.
- En 1974, Herman Gluck montra qu'en un certain sens précis, presque tous les polyèdres non-convexes sont rigides.
- Le théorème de rigidité de Dehn, obtenu par Max Dehn en 1916, généralise le résultat de Cauchy à la notion de « rigidité infinitésimale ».
- Le théorème d'unicité d'Alexandrov (en), obtenu par Alexandrov en 1950, étend le théorème de Cauchy aux polytopes convexes qui sont « intrinsèquement isométriques ». Il a encore été généralisé par Pogorelov aux surfaces convexes quelconques (un théorème analogue pour les surfaces lisses avait été démontré par Cohn-Vossen en 1927).